# Ищи своих
Ищи́ свои́х (укр. Шукай своїх) — гуманітарний інтернет-проєкт, створений з ініціативи МВС України для ідентифікації полонених та загиблих солдатів армії Російської Федерації після російського вторгнення в Україну 2022 року.
Координатор проєкту — радник міністра внутрішніх справ Віктор Андрусів. Проєкт ведуть журналісти Володимир Золкін та Дмитро Карпенко.
За словами творців, проєкт призначений для того, щоб громадяни РФ мали змогу знайти своїх родичів, яких уряд Російської Федерації відправив на війну в Україні, та дізнатися про їхню долю. Метою створення стала інформація про замовчування владою РФ реальної кількості загиблих і полонених солдатів армії Російської Федерації на території України.
«Ищи своих» розміщується на офіційному сайті, а також у каналі Telegram.

## Історія
24 лютого 2022 року Російська Федерація здійснила повномасштабне вторгнення в Україну в межах російсько-української війни.
Станом на березень 2022 року внаслідок вторгнення на території України загинуло більш як 12 000 російських військовиків, а у полоні перебувало більше 700.
27 лютого МВС України оголосило про створення спеціального інтернет-проєкту, який має на меті допомогти родичам та близьким мертвих або полонених їх знайти або ідентифікувати.
Наприкінці лютого 2022 року також був доданий Telegram бот, що давав можливість зв'язатися родичам полоненого з представниками проєкту, для подальшої комунікації.
Сайт публікує відео, фото та документи полонених та вбитих. Автентичність принаймні двох відео підтвердили журналісти «Радіо Свобода».
Нардеп Євгенія Кравчук заявила, що за перший день роботи до сервісу надійшло більш як 2000 звернень.
Після оголошення на території Росії «часткової мобілізації» перше відео з полоненим нової мобілізації записали вже 9 жовтня 2022 року.
Станом на 2 березня 2022 року близькі впізнали 60 полонених військовиків.

## Реакції на роботу
Міністерство оборони РФ не коментує дані, що публікуються силами інтернет-проєкту. На вимогу «Роскомнадзору» сайт «Ищи своих» заблокували на території Росії, а на адресу сервісу Telegram надіслали вимогу про видалення відповідного каналу.
Газета «Вашингтон Пост» описала проєкт, як «жахливу тактику в надії розпалити антиурядову лють всередині Росії». Газета зазначила, що проєкт може бути інтерпретований як такий, що порушує положення Женевських конвенцій, які стверджують, що уряди повинні «захищати військовополонених від образ і громадської цікавості».
У статті, опублікованій Центром Вільсона, керівник проєкту Віктор Андрусів відповів, що проєкт виконує «винятково гуманітарну функцію».